# Saint-Étienne-Estréchoux
Saint-Étienne-Estréchoux település Franciaországban, Hérault megyében. Lakosainak száma 257 fő (2022. január 1.). Saint-Étienne-Estréchoux Camplong, Graissessac, Saint-Gervais-sur-Mare, Taussac-la-Billière és La Tour-sur-Orb községekkel határos.

## Népesség
A település népessége az elmúlt években az alábbi módon változott:
| Lakosok száma | 502  | 354  | 291  | 248  | 271  | 273  | 260  | 253  | 254  | 257  |
|               | 1968 | 1982 | 1990 | 2006 | 2013 | 2015 | 2017 | 2019 | 2020 | 2022 |